# Нивы (Золочевский район)
Нивы (укр. Ниви) — село в Бусской городской общине Золочевского района Львовской области Украины.
Население по переписи 2001 года составляло 28 человек. Занимает площадь 0,12 км². Почтовый индекс — 80505. Телефонный код — 3264.